# Ekemblemaria myersi
Ekemblemaria myersi är en fiskart som beskrevs av Stephens, 1963. Ekemblemaria myersi ingår i släktet Ekemblemaria och familjen Chaenopsidae. IUCN kategoriserar arten globalt som livskraftig. Inga underarter finns listade i Catalogue of Life.